# Колесник-Ратушна Ганна Михайлівна
Ганна Колесник-Ратушна (нар. 3 червня 1935, с. Стила Старобешівського району) — українська вокалістка, солістка київської опери в 1960-х роках.

## Біографія
Здобула освіту в Київському музичному училищі та Київській консерваторії в класі Зої Гайдай. По закінченні консерваторії працювала в Київському театрі опери і балету. 1972 року емігрувала на Захід і вела активну гастрольну діяльність в країнах Європи, Північної Америки та Австралії.
Мешкає в Торонто. Дружина В. Колесника.
Ганна Колесник-Ратушна є автором унікального компакт-диску «Солов'їною мовою до Вас, мої рідні», на якому співачка представила твори композиторів різних національних шкіл, тексти яких перекладені українською мовою Юрієм Отрошенком.